# Carl Friedrich Müller-Palleske
Carl Friedrich Müller-Palleske, auch Karl F. Müller-Palleske (* 1856 in Rügenwalde, Kreis Schlawe; † 24. Dezember 1930 in Berlin-Treptow) war ein deutscher Dramatiker und Pädagoge.

## Leben
Carl Friedrich Müller führte seit der Heirat mit Johanna Maria Palleske (1853–1932), Tochter des damals gefeierten Schauspielers und Schiller-Biografen Emil Palleske, dessen Sohn im Krieg 1870/71 gefallen war, den Doppelnamen Müller-Palleske. Bis 1893 war er Leiter der „Anglo-German School“ in Brixton, heute London Borough of Lambeth. Er machte sich angeregt durch seinen Schwiegervater einen Namen als Schiller-Forscher und wurde von zeitgenössischen Autoren als Autorität zu biografischen Fragen über Friedrich Schiller konsultiert. 1893 erhielt Müller-Palleske die Stelle des Direktors der später in Max-Slevogt-Gymnasium umbenannten Höheren Töchterschule in Landau in der Pfalz. Im Sinn seines Vorgängers, des Historikers Christian Friedrich Maurer, der dort jüdischen wie christlichen Schülerinnen religiöse Unterweisungen ermöglichte, pflegte er enge Kontakte mit dem Rabbiner der Schule. Um sich polizeilichen Erhebungen zu entziehen, die gegen ihn wegen Homosexualität eingeleitet wurden, floh Müller-Palleske 1911 in die Schweiz, wo er bis 1918 in Zürich im Exil lebte. Anschließend kehrte die Familie nach Deutschland zurück, wo sie neue Melde- und Ausweispapiere erhielt.

## Dramatisches und literarisches Werk
Seit den 1890er-Jahren veröffentlichte Müller-Palleske mehrere Dramen, die insbesondere in der Bayerischen Pfalz aufgeführt wurden. Themen seiner Dramen sind hauptsächlich historische Stoffe, wobei er oft Gedenktage wie dynastische Jubiläen und Jahrestage zum Anlass nahm, Theaterstücke zu schreiben. So entstand 1895 ein „Festspiel“ zum 80. Geburtstags Otto von Bismarcks.
Über sein dramatisches Werk hinaus trug Müller-Palleske zahlreiche Artikel zu gelehrten Zeitschriften bei, wobei die deutsche Klassik einen Schwerpunkt seiner Arbeit bildete. Zudem verfasste er eine Materialsammlung von 1385 Seiten über das Leben und Werk seines Schwiegervaters, deren Manuskript zwar unveröffentlicht blieb, aber bis heute eine wichtige Quelle für Forschungen über Emil Palleske und sein Umfeld dient. Die Arbeit „gibt mit bewunderungswürdigem Fleiß und liebevoller Eindringlichkeit eine Anschauung von Palleskes Verhältnis zu seiner Familie, seinen Freunden und seiner beruflichen Tätigkeit,“ indem sie auf Briefen und Zitaten von ihm aufbaut. Teile des schriftlichen Nachlasses von Müller-Palleske, darunter Briefe, befinden sich im Deutschen Literaturarchiv in Marbach.

## Frauenbildung und Frauenrechte
Müller-Palleske war im Rahmen zahlreicher kultureller Initiativen aktiv und nahm sich insbesondere der Frauenbildung und Frauenrechte an. So stiftete er 1898 aus dem Erlös einer von ihm veranstalteten Schiller-Feier einen so genannten „Landauer Preis“, der von der Deutschen Schillergesellschaft in Marbach am Neckar bis in die 1930er Jahre vergeben wurde. Als Preis erhielten ausschließlich Schülerinnen mit herausragenden Leistungen Bücherstipendien für Schiller-Literatur. Müller-Palleske engagierte sich 1900 im Rahmen eines Komitees, das die Aufstellung eines Denkmals für Johann Wolfgang von Goethes Ehefrau Christiane von Goethe propagierte. Müller Palleske war der Meinung, dass man den Anteil der Frau Goethes, die viele Zeitgenossen für eine dem Dichter unstandesgemäße Partnerin hielten, am Werk und der Bedeutung ihres Mannes würdigen sollte. Zudem unterstützte er den Landauer Zweig des von Ika Freudenberg gegründeten „Vereins für Fraueninteressen“. Bei den Schülerinnen seiner Schule wollte er das Interesse an den Wissenschaften und der Kunst wecken. Er förderte zum Beispiel die spätere Romanautorin Martha Saalfeld, die als Schülerin Müller-Palleskes 1905 eine Hauptrolle bei der Uraufführung seines zum 100. Todestages Friedrich Schillers uraufgeführten Dramas über die letzte Lebenszeit des Dichters spielte.

## Homosexualitäts-Skandal
Müller-Palleske wurde 1911 damals verbotener homosexueller Kontakte bezichtigt, ein Thema, für das man in Deutschland in den Jahren nach der Harden-Eulenburg-Affäre stark sensibilisiert war. Nach Einleitung polizeilicher Untersuchungen suspendierte der Landauer Bürgermeister ihn vom Schuldienst und berief in der Folge den Historiker Adam Sahrmann zu dessen Nachfolger. Müller-Palleske entzog sich weiteren polizeilichen Untersuchungen und gerichtlichen Verfahren durch eine Flucht in die Schweiz. Der frühe Homosexuellen-Aktivist Adolf Brand trug dazu bei, den Fall des „flüchtigen Schuldirektors“ im ganzen deutschsprachigen Raum bekannt zu machen. Brand und die von ihm herausgegebene Zeitschrift Der Eigene verfolgten die Strategie, Nachrichten über die Homosexualität von Politikern, Schriftstellern und anderen Persönlichkeiten des öffentlichen Lebens auch gegen deren Willen zu verbreiten, um so langfristig eine Akzeptanz verschiedener geschlechtlicher Orientierungen zu erreichen. Ob die Untersuchungen über Müller-Palleske auf wahren Behauptungen basierten, ist nicht geklärt. Dass er homo- beziehungsweise bisexuelle Neigungen hatte, ist ebenso möglich wie die Vorstellung, dass Gegner dem vielseitig aktiven Juden- und Frauenfreund durch Gerüchte über unerlaubte sexuelle Neigungen schaden wollten.

## Dramatische Werke (Auswahl)
- Festspiel zum 80. Geburtstag des Fürsten Bismarck 1895
- Schiller in Oggersheim. Zeitbild in 3 Aufzügen. Landau 1898
- Bayern und Pfalz! Gott erhalt’s! Volksfestspiel zur Feier des 80. Geburtstages Sr. Kgl. Hoheit des Prinzregenten Luitpold. Landau 1901
- Aus Nacht zum Licht: Zeitbilder in 4 Abteilungen. Festspiel zum 100. Geburtstag Kaiser Wilhelms I. Landau 1897
- Ein Dreibund aus Elysium: Hans Sachs, Frau Rat Goethe und Lieselotte von der Pfalz. Landau 1900